# Sinsau-dong
Sinsau-dong (koreanska: 신사우동) är en stadsdel i staden Chuncheon i provinsen Gangwon i den norra delen av Sydkorea, 75 km nordost om huvudstaden Seoul. 